# Irkutskij rajon
L'Irkutskij rajon (in russo Иркутский район?) è un rajon dell'Oblast' di Irkutsk, nella Siberia sud orientale; il capoluogo è Irkutsk.